# Алино (Болгария)
Алино (болг. Алино) — село в Болгарии. Находится в Софийской области, входит в общину Самоков. Население составляет 372 человека.

## Политическая ситуация
В местном кметстве Алино, в состав которого входит Алино, должность кмета (старосты) исполняет Мариана Момчилова Чалыкова-Христова (независимый) по результатам выборов.
Кмет (мэр) общины Самоков — Ангел Симеонов Николов (Болгарская социалистическая партия (БСП)) по результатам выборов.